# Luigi Poggi

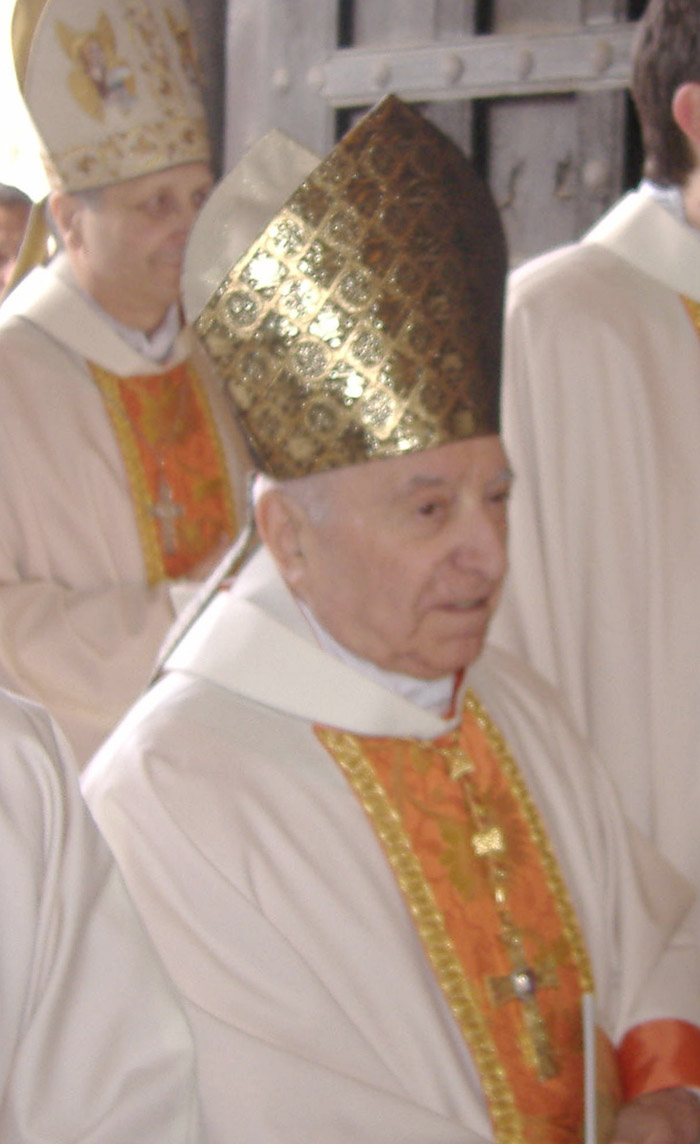
Luigi Kardinal Poggi (2008)

Wappen von Luigi Kardinal Poggi

Luigi Kardinal Poggi (* 25. November 1917 in Piacenza, Italien; † 4. Mai 2010 in Rom) war ein vatikanischer Diplomat und Kurienkardinal der römisch-katholischen Kirche.

## Leben
Poggi studierte am Collegium Alberoni in Piacenza Katholische Theologie und Philosophie. Am 28. Juli 1940 empfing er das Sakrament der Priesterweihe. Anschließend war er kurze Zeit als Kaplan der Pfarrei San Francesco in Piacenza tätig und wurde noch im selben Jahr zum Studium am Päpstlichen Athenaeum Sant’Apollinare in Rom freigestellt, das er 1944 mit der Promotion zum Dr. iur. utr. abschloss. Anschließend folgte bis 1946 ein weiteres Studium an der Päpstlichen Diplomatenakademie.
Ab 1945 war Poggi Mitarbeiter im Staatssekretariat des Heiligen Stuhls. Am 15. Juni 1949 verlieh ihm Papst Pius XII. den Ehrentitel Geheimkämmerer Seiner Heiligkeit; Papst Johannes XXIII. verlieh ihm am 14. April 1960 den Titel Hausprälat Seiner Heiligkeit.
Am 3. April 1965 ernannte ihn Papst Paul VI. zum Titularerzbischof von Forontoniana und bestellte ihn zum Apostolischen Delegaten in Zentralafrika. Die Bischofsweihe spendete ihm am 9. Mai 1965 Kardinalstaatssekretär Amleto Giovanni Cicognani in der Basilika San Carlo al Corso; Mitkonsekratoren waren der Bischof von Piacenza, Titularerzbischof Umberto Malchiodi, und Kurienbischof Antonio Samorè.
Nach Aufnahme diplomatischer Beziehungen zwischen dem Heiligen Stuhl und Kamerun und Gabun wurde Poggi 1966 zunächst Apostolischer Pro-Nuntius in Kamerun und Gabun und 1967 zusätzlich in der Zentralafrikanischen Republik; 1969 wurde er Apostolischer Nuntius in Peru, 1975 in Polen und 1986 in Italien. Als Apostolischer Nuntius mit besonderen Aufgaben war er zudem mit den Regierungen von Polen, Ungarn, Tschechoslowakei, Rumänien und Bulgarien zur Verbesserung der Situation der katholischen Kirche in diesen Ländern befasst.
Am 9. April 1992 wurde Poggi Pro-Archivar des vatikanischen Geheimarchivs und Pro-Bibliothekar der vatikanischen Bibliothek.
Papst Johannes Paul II. nahm ihn am 26. November 1994 als Kardinaldiakon mit der Titeldiakonie Santa Maria in Domnica in das Kardinalskollegium auf. Kurz darauf, am 29. November 1994 wurde er Archivar des Geheimarchivs und Bibliothekar der vatikanischen Bibliothek.
Am 7. März 1998 trat Poggi mit Erreichen der Altersgrenze von seinen Ämtern zurück. Am 24. Februar 2005 wurde er zum Kardinalpriester mit der Titelkirche San Lorenzo in Lucina erhoben, wodurch die Position des Kardinalprotodiakons, die er seit 2002 innehatte, an Jorge Arturo Medina Estévez überging.
Kardinal Poggi gehörte zu jenen Purpurträgern, die auch nach der Liturgiereform weiterhin die Heilige Messe im tridentinischen Ritus feierten, wie er auch in einem Interview nach dem Motu proprio Summorum pontificum von Papst Benedikt XVI. ausführlich berichtete.
Die Exequien für den verstorbenen Kardinal fanden am 7. Mai 2010 im Petersdom statt; Kardinaldekan Angelo Sodano feierte das Requiem, Papst Benedikt XVI. hielt die Predigt und nahm auch die Aussegnung vor.
Luigi Poggi war Großkreuzträger des Konstantinordens.

## Wirken
Luigi Poggi war Vertreter einer „vatikanischen Ostpolitik“, die Agostino Casaroli begründete. Während seines Einsatzes in den 1970/80er Jahren als Sonderbeauftragter für die europäischen kommunistischen Länder wirkte er wesentlich an der Öffnung der Staaten mit. Er hatte Zugang zu den Machthabern wie Nicolae Ceaușescu, Pál Losonczi und Gustáv Husák. Insbesondere in Polen hatte er maßgeblichen Einfluss auf die Reformbewegung in und nach der Zeit des Polnischen Ausnahmezustandes 1981–1983. Poggi wurde von Johannes Paul II. als Leiter der Vatikan-Gruppe für ständige Arbeitskontakte zur polnischen Regierung eingesetzt. Nach Verhängung des Kriegsrechts durch Wojciech Jaruzelski am 13. Dezember 1981 traf er sich mit dem US-amerikanischen Präsidenten Ronald Reagan, dem CIA-Direktor William Joseph Casey sowie Papst Johannes Paul II. zur Einschätzung der Lage.
In der Presse wurde er als „Reise-Nuntius“ bezeichnet.